# Mälardalens tegelbruk

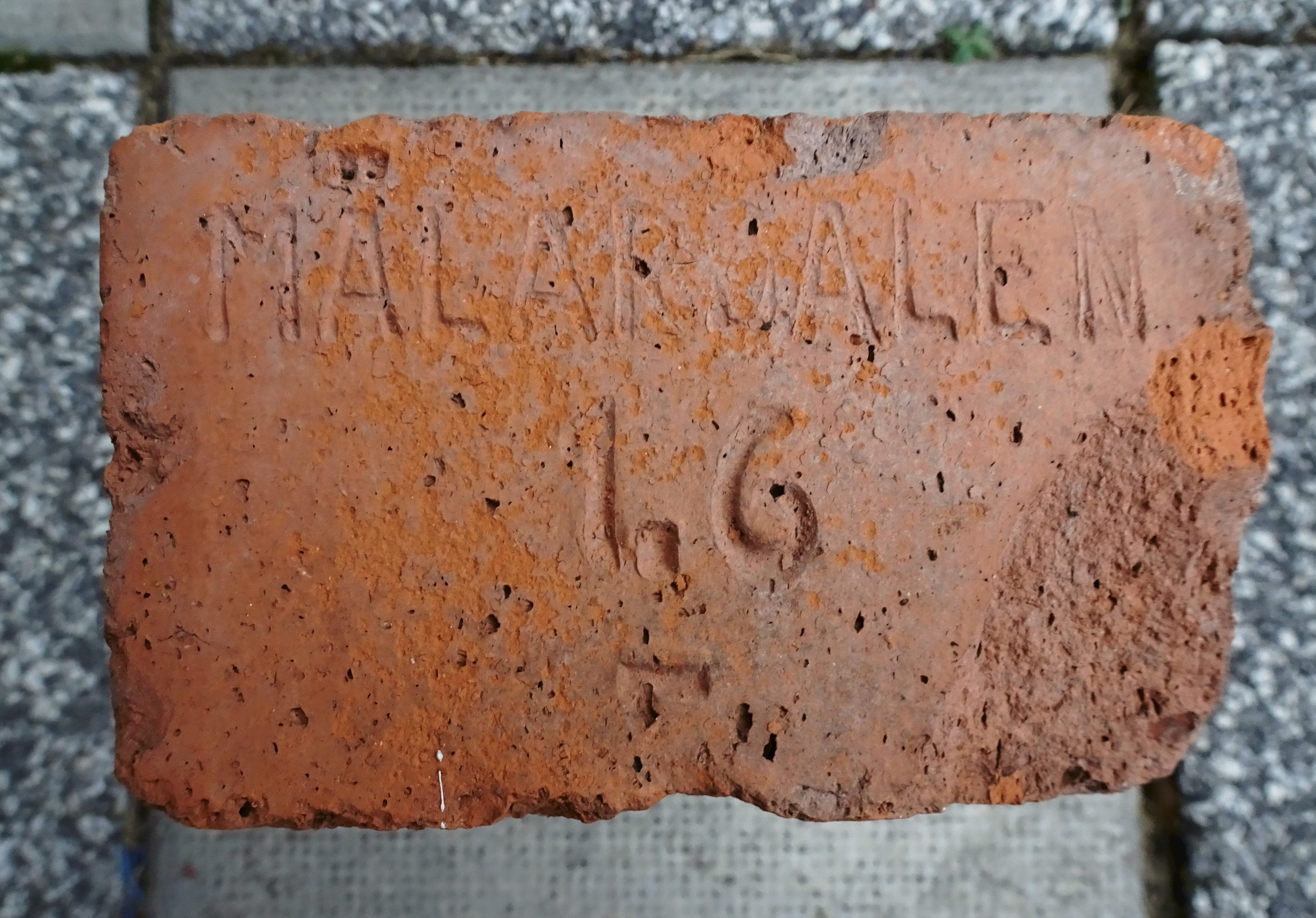
Fulltegel märkt "MÄLARDALEN 1.6" på koppytan. 1.6 är viktbeteckning för 1,41 - 1,60 volymvikt kg/dm³.

Mälardalens tegelbruk (AB Mälardalens tegelbruk) var ett aktiebolag bildat 1914 genom sammanslagning av 14 tegelbruk i Mälardalen. I samband med sammanslagningen lades flera mindre lönsamma tegelbruk ned. Som mest ägde företaget 24 tegelbruk och några arrenderades. Det sista bruket såldes 1984.

## Historik
Redan år 1911 hade kartellen Mälardalens Tegelbruksförening bildats med syfte att hålla prisnivåerna uppe. Bruken skulle inte sälja tegel under ett visst minimipris..
De 14 tegelbruken som ingick då AB Mälardalens tegelbruk grundades var Fittja tegelbruk, Frösåkers tegelbruk, Hallsta tegelbruk, Hillevikens Tegelbruk, Ilända tegelbruk, Kiholms tegelbruk, Kvicksunds tegelbruk, Lerviks tegelbruk, Lina tegelbruk, Lindö, Sundby tegelbruk, Stenby, Torsätra och Viksunds tegelbruk.
Bolagets aktiekapital var inledningsvis 1 628 000 kr, men redan 1915 ökades aktiekapitalet till 2 028 000 kr. År 1916 var på grund av lågkonjunkturen endast fem av bolagets tegelbruk i drift.
AB Mälardalens tegelbruk förvärvades 1917 av Kreuger & Toll och ägde då 17 tegelbruk: Broby tegelbruk, Fittja tegelbruk, Hallsta, Hilleviken, Ilända, Kiholms tegelbruk, Kvicksund, Lerviks tegelbruk, Lina tegelbruk, Lindö, Nora, Rimbo, Stenby, Sundby, Tappsunds tegelbruk, Valla och Viksund. 1918 hade bolaget elva tegelbruk igång och sålde ca 20 miljoner murtegel och klinttegel, 1,7 miljoner taktegel samt 1 miljon rör och håltegel. Bruttoinkomsterna var 477 828 kr.
1923 inköptes Brogårds tegelbruk (köpeskilling 175 000 kr), Röbo tegelbruk, Frösåker tegelbruk och Bergsbrunna tegelbruk. Samma år ökades aktiekapitalet till 2 740 500 kr. Mälardalens tegelbruk ägde 1925 21 tegelbruk. 1928 var aktiekapitalet 2 665 500 kr. 1932 var endast sex av de 18 tegelbruken i drift på grund av lågkonjunkturen. 1934 såldes tre bruk( Tappsund, Viksund och Kvicksund) och tre bruk lades ner (Frösåker, Hilleviken och Lervik).
1935 ägdes följande tegelbruk: Bergsbrunna, Broby tegelbruk, Brogårds tegelbruk, Fittja tegelbruk, Husby tegelbruk, Ilända tegelbruk, Kiholms tegelbruk, Lina tegelbruk, Nora, Näsby, Rimbo, Röbo, Valla. 1937 utgjorde produktionen ca 29 miljoner murtegel, samt 1,2 miljoner taktegel och cirka 1 miljon rör. 1942 hade antalet bruk minskat till 11. Produktionen var drygt 30 miljoner murtegel, takpannor och rörtegel 1925 och 50 miljoner 1945. Största bruken var Lina, Bergsbrunna, Brogård, Husby och Röbo. Kreuger & Toll sålde verksamheten 1934 till jägmästare Arvid Carlander. Under slutet av 1930-talet och början av 1940-talet byggdes flertalet bruk om till vinterdrift. 1943 hade Mälardalens tegelbruk sammanlagt 15 ringugnar och två flamugnar, tio av bruken hade eldrift och tre av bruken hade ångdrift. 
1947 köptes bolaget med sina tolv tegelbruk av KF och insorterades under AB Gustavsbergs fabriker. 1950 hade bolaget 450 arbetare och 50 tjänstemän. 1951 köptes Ådalens tegelbruk in. Bolaget ägde ytterlgare ett tegelbruk långt ifrån Mälaren, Fjärdviks tegelbruk i Ångermanland (inköpt 1956, avyttrat på 1960-talet). Ilända tegelbruk byggdes om kraftigt år 1957 och var 1958 det mest mekaniserade tegelbruket. 1962 var även Bergsbrunna tegelbruk högautomatiserat; tre personer skötte hela processen. 1969 tillverkade 40-50 anställda vid Bergsbrunna 18-20 miljoner fasadtegel och 23 anställda vid Röbo tillverkade 5 miljoner fasadtegel. Från 1960-talet dalade tegelmarknaden och på 1970-talet fanns bara två bruk kvar i bolagets ägo. 1984 såldes det sista, Haga tegelbruk, till Strå Kalkbruk.

### Bränder
Lina tegelbruk brann ner den 1/2 1947. Röbo tegelbruk brann ner den 17/5 1955 men byggdes upp igen och var i drift 1957. Moderniseringen gjorde att personalen kunde minskas från 44 till 24 man.

### Kammartorka
Kammartorkar togs i drift vid Röbo tegelbruk 1950, Bergsbrunna tegelbruk och Rimbo 1952, Broby Tegelbruk och Brogårds tegelbruk 1953, och vid Ådalen 1955.

### Fasadtegel
1950 svarade Mälardalens 12 tegelbruk för 50 % av landets fasadtegelproduktion. 60 % av företagets produktion var gult och 40 % var rött tegel. Ytbehandling: rött tegel: slätt, sandat, valsat och räfflat, gult: slätt, chamotterat, sandat och räfflat.
1953 levererade Mälardalens tegelbruk 27 miljoner fasadtegel vilket var 30 % av Sveriges produktion.
Följande typer av fasadtegel tillverkades 1957: Bergsbrunna och Röbo obehandlad, chamotterad, räfflad, sandad och valsad. Broby tegelbruk endast chamotterad. Brogårds tegelbruk sandad och chamotterad. Husby tegelbruk obehandlad, sandad och valsad.  Ådalens tegelbruk endast räfflad. Lina tegelbruk; obehandlad, sandad, räfflad och valsad.

### Annan verksamhet
Bolaget var också från 1947 en av huvudägarna i AB Centrifugalrör i Oxelösund som tillverkade gjutna rör för vatten och avlopp. Bolaget ägde också 61,25 % av aktierna i Tegelbrukens Försäljnings AB. Bolaget ägde dessutom några bogserbåtar, bland dem Mälardalen I (1920–1934), Mälardalen II (1917–1924 respektive 1923–1956) och Vulcan (1930–1934).

## Företagets tegelbruk (urval)
I listan anges för vissa bruk den märkning som tegelbruket använde på en del av sina produkter samt färgen på producerat tegel.

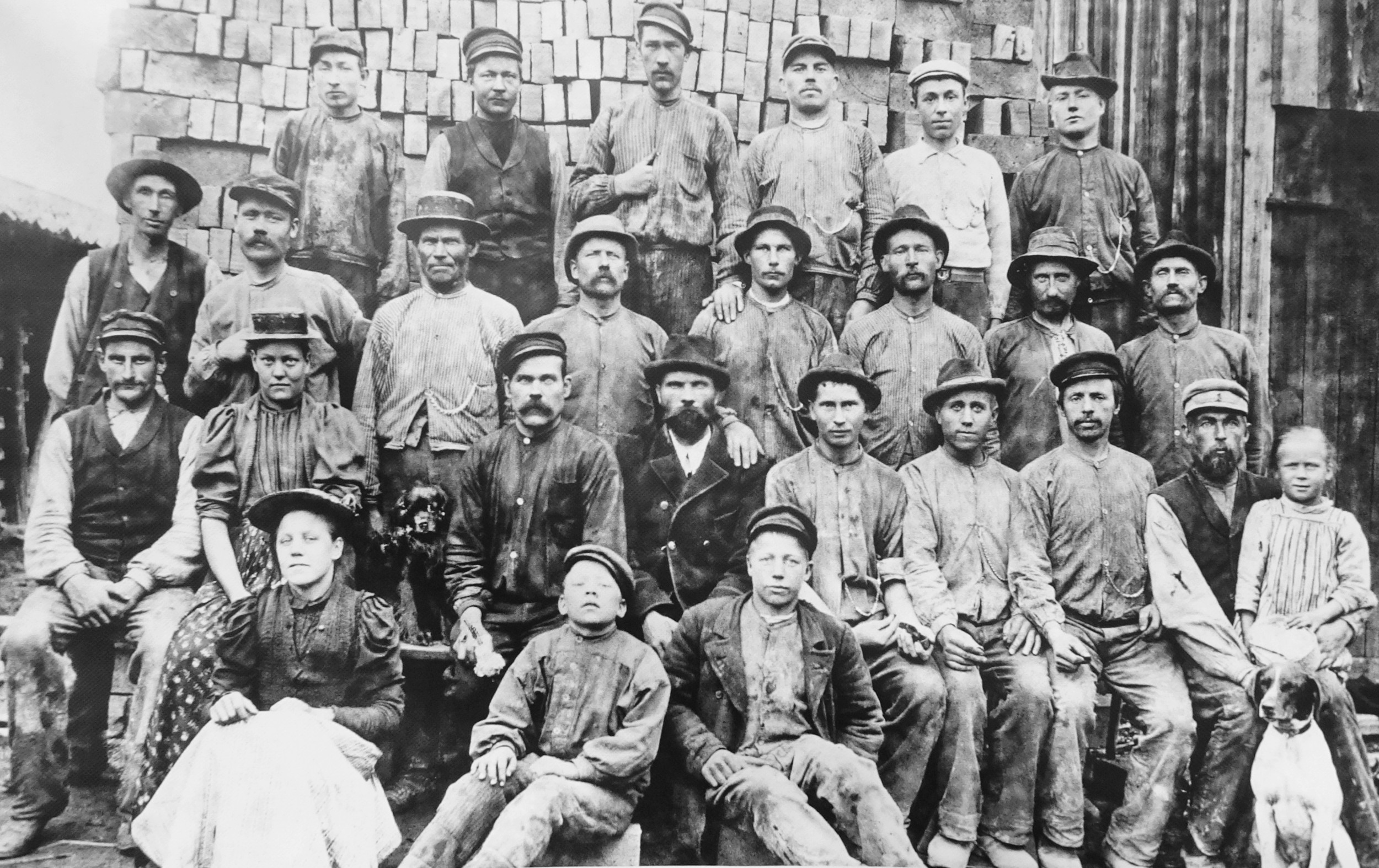
Arbetare vid Hornsättra tegelbruk omkring 1902.

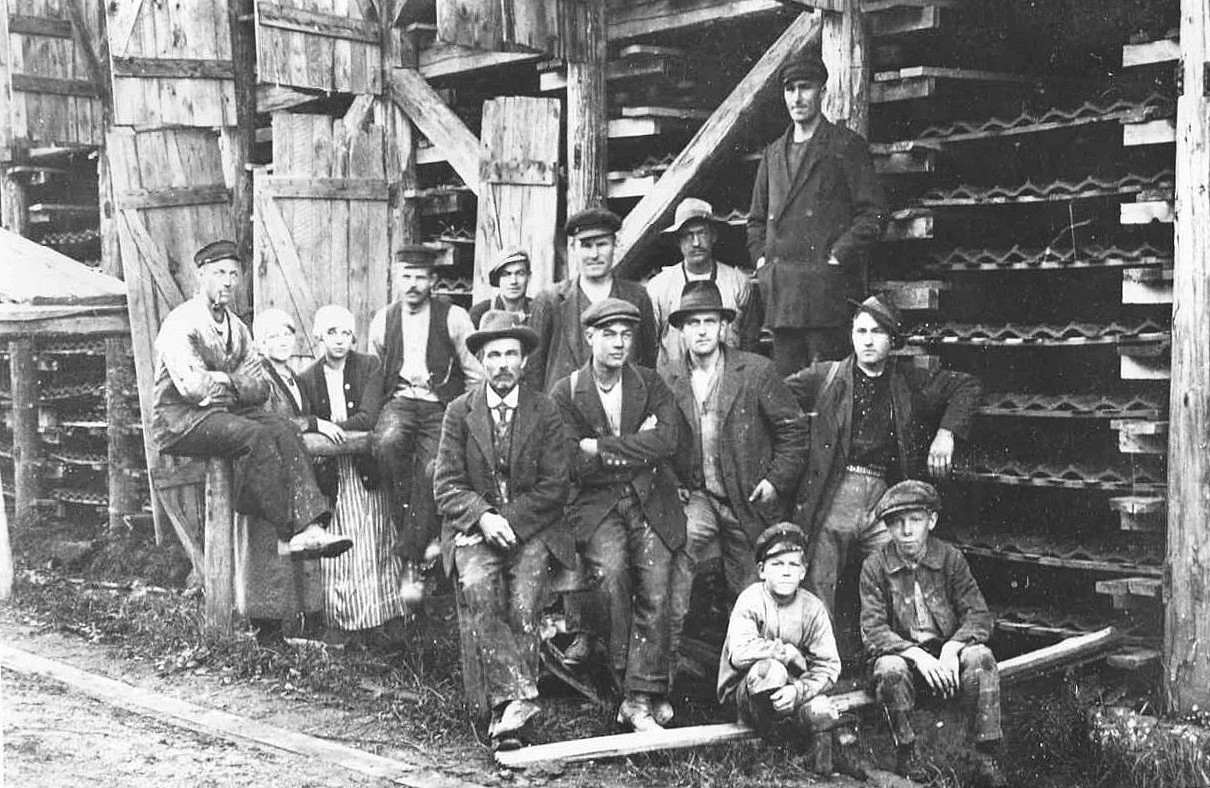
Arbetare vid Lövsta tegelbruk 1915.

- Bergsbrunna tegelbruk, Uppsala. Anlagt 1902, inköpt 1923, nedlagt 1984. MT1. Tillverkade gult tegel.
- Broby Tegelbruk, Kårsta, Anlagt 1910, nedlagt 1967. MT2. Tillverkade mellanväggsplattor fram till 1955 därefter gult  fasad- och murtegel samt rör.
- Brogårds tegelbruk, Upplands-Bro. Anlagt 1899, arrenderat från 1915, inköpt 1923, nedlagt 1966. MT3. Tillverkade gult och rött tegel.
- Fittja tegelbruk, Botkyrka. Anlagt 1790, nedlagt 1964. MT4.
- Fjärdviks tegelbruk, Ångermanland, inköpt 1956, avyttrat på 1960-talet.
- Frösåker tegelbruk, inköpt år 1923.[13] Nedlagt 1934.
- Haga tegelbruk, Enköping, inköpt 1975, sålt 1984.
- Hillevikens Tegelbruk, Färingsö, Ekerö (1883–1934).
- Hornsättra tegelbruk, Enhörna. Arrenderat av Horns säteri, nedlagt 1918.
- Husby tegelbruk, Stallarholmen. Anlagt 1915, inköpt 1921, nedlagt 1978. MT5. Rött tegel.
- Ilända tegelbruk, Svartsjölandet, Ekerö. Anlagt 1905. (1914–1976). MT6.
- Kiholms tegelbruk, Södertälje. 1914–1942. MT7.
- Kvicksund tegelbruk. Sålt år 1934.
- Lerviks tegelbruk, Enhörna, Södertälje. (1885–1931). Tillverkade rött tegel
- Lina tegelbruk, Södertälje. Anlagt 1905 (1914–1974). MT8. Tillverkade rött tegel.
- Lindö tegelbruk, Västerås
- Lövsta tegelbruk, Enhörna. Arrenderat från Lövsta gård, nedlagt 1924. Tillverkade rött tegel.
- Nora tegelbruk, Färingsö, Ekerö. Anlagt 1900. Nedlagt 1957 MT9.
- Näsby tegelbruk, Stallarholmen Anlagt 1890. MT10.
- Rimbo tegelbruk. Anlagt 1897, nedlagt 1955. MT11.
- Röbo tegelbruk, Uppsala. Anlagt 1888, inköpt 1923 nedlagt 1970. MT12. Tillverkade rött och gult tegel.
- Tappsunds tegelbruk, Ekerö. Sålt år 1934 till AB Tappsunds tegelbruk, nedlagt 1959.
- Valla tegelbruk, Selaön. Anlagt 1901, nedlagt 1953. MT13. Rött tegel.
- Viksund tegelbruk, Hilleshög, Svartsjölandet. Sålt år 1934 till AB Viksunds tegelbruk.
- Ådalens Tegelbruk. Inköpt 1951. MT15. Tillverkade rött tegel.

### Några byggnader med fasadtegel från Mälardalens tegelbruk
- Råsunda kyrka: rött sandat 19-hålstegel 250x120x65mm.
- Sankt Eriks katolska skola i Enskede: gult chamotterat 19-hålstegel 250x120x75mm.
- Bostadshus Spelmansgatan Borlänge: brunt borstat 19-hålstegel 250x120x75mm.[14]

Se även under Lina tegelbruk.

## Bilder

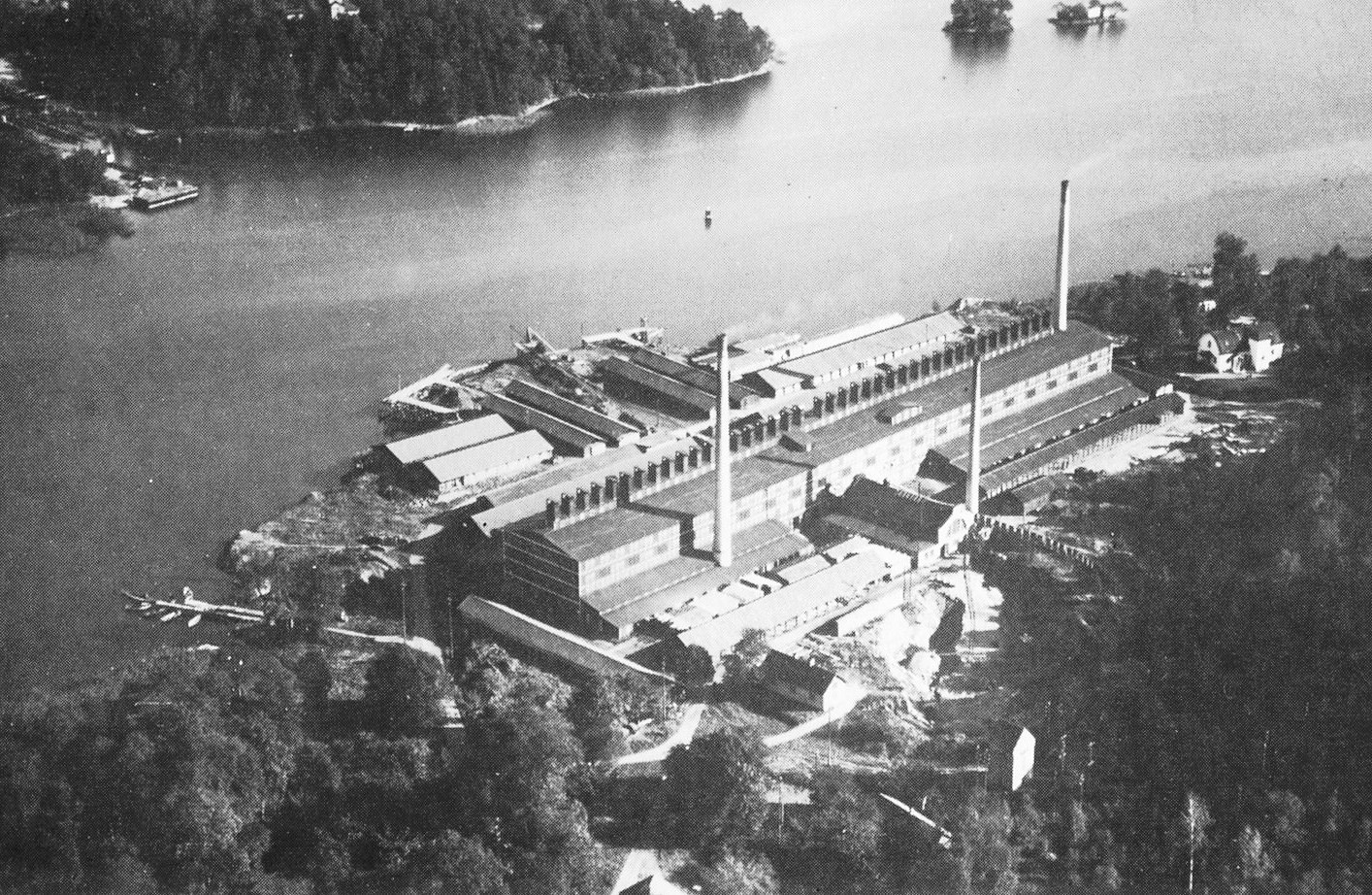
Lina tegelbruk 1928.
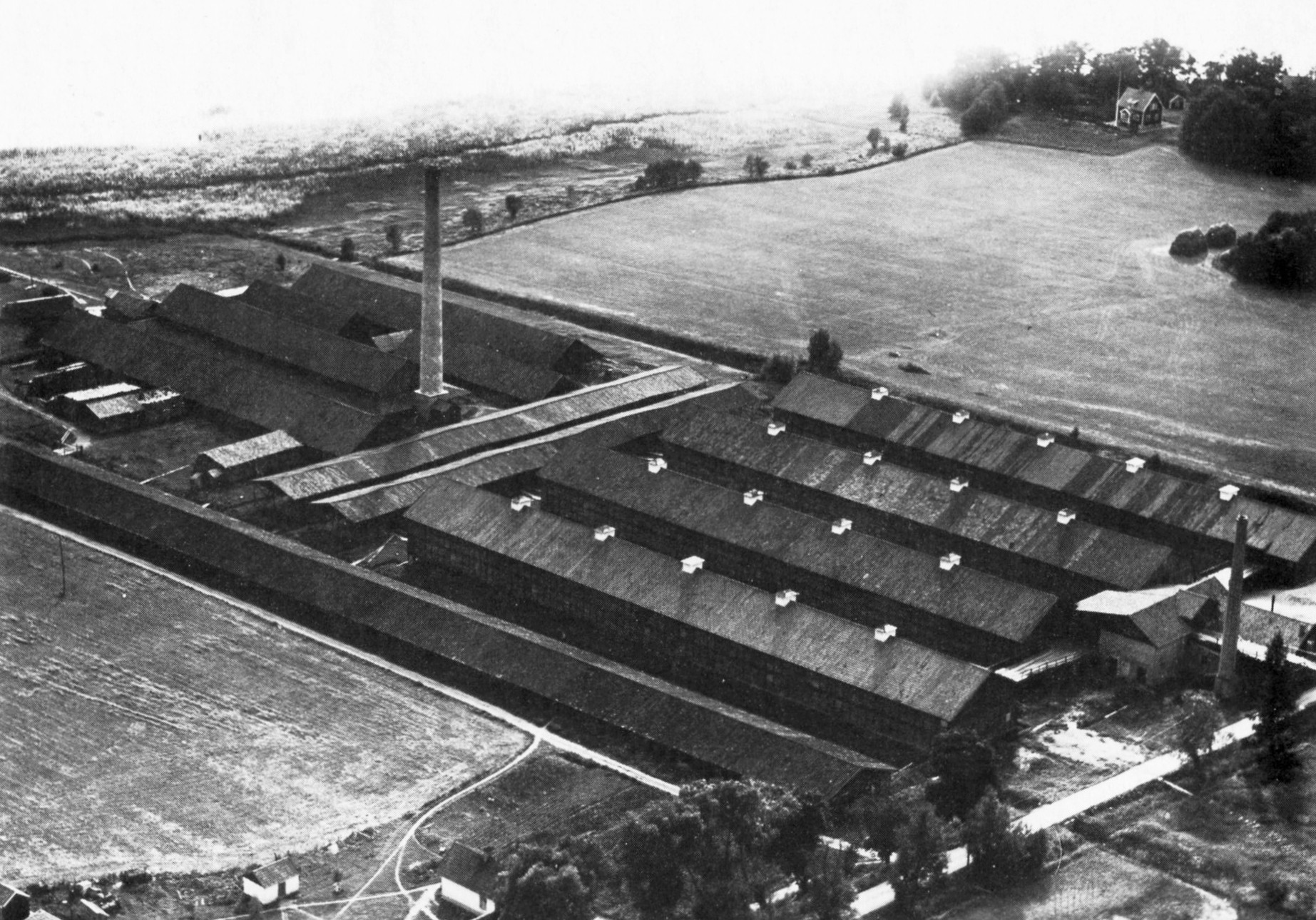
Husby tegelbruk 1932.
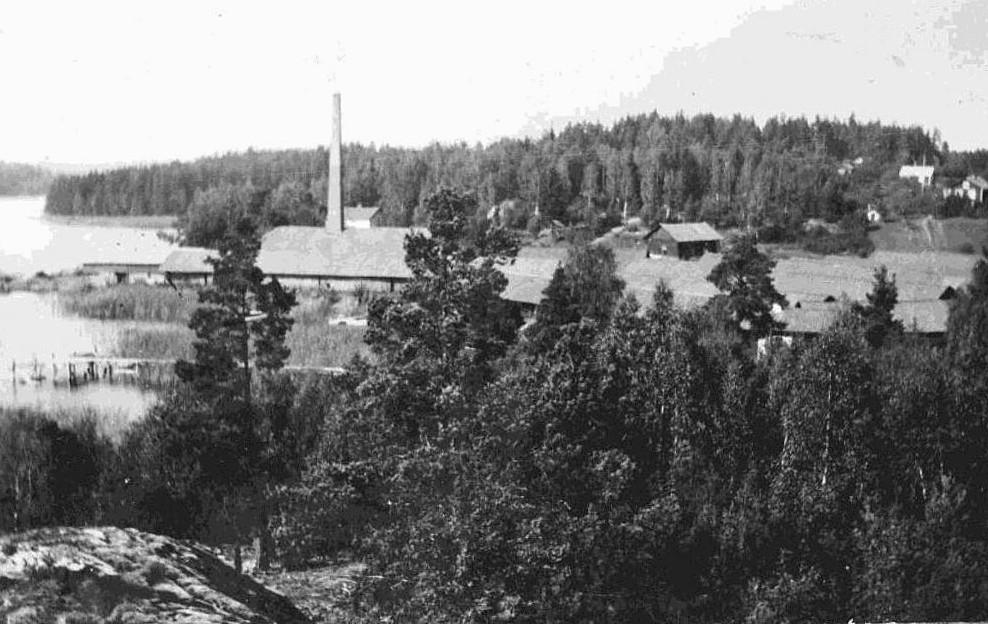
Lerviks tegelbruk före 1935.
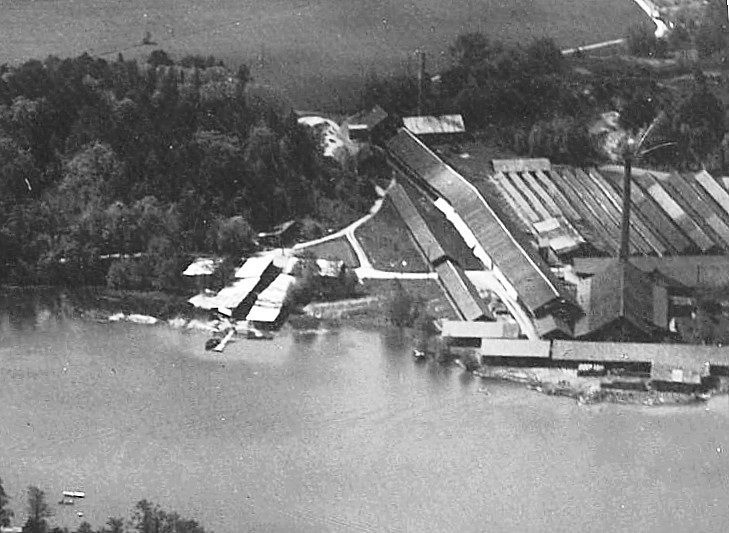
Fittja tegelbruk 1940-tal.
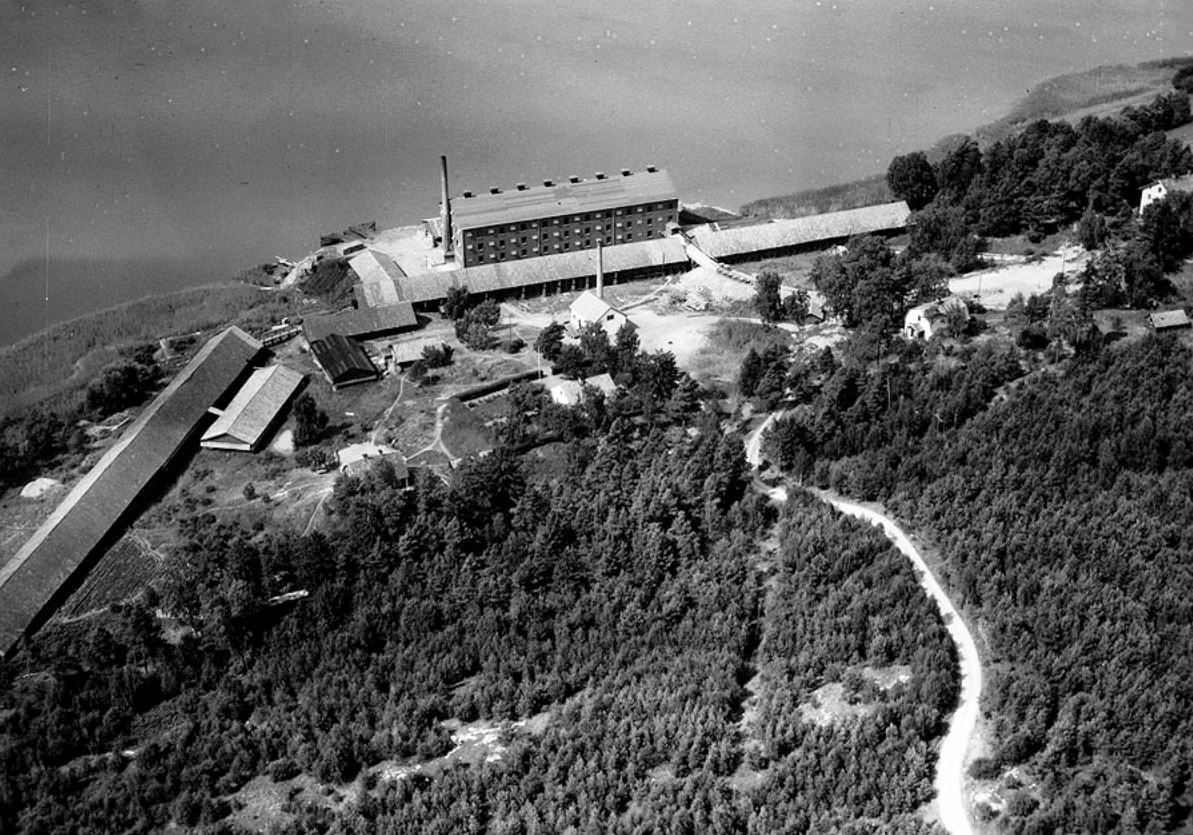
Brogårds tegelbruk 1947.
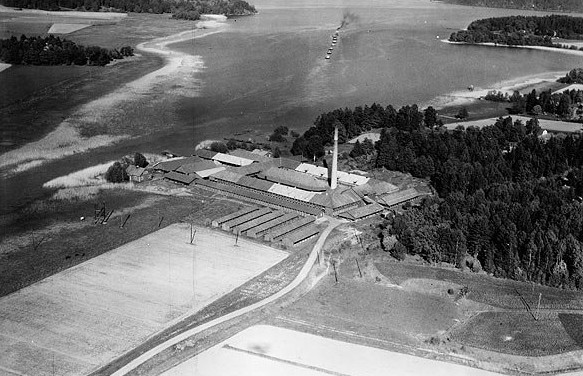
Tappsunds tegelbruk 1949.

### Tegelproduktion år 1949
I antal miljoner tegel.
- Bergsbrunna Gult fasadtegel 6,0. Helårsdrift. Storrums- + kammartorka.
- Broby Mellanväggsplattor 0,7. 10-månadersdrift. Storrumstorka
- Brogård. Gult och rött fasadtegel 5,0 Helårsdrift. Storrumstorka.
- Fittja. Murtegel 2,7. Sommarbruk. Friluftstorka.
- Husby Rött fasadtegel 5 Murtegel 4 Helårsdrift. Storrumstorka.
- Ilända Murtegel 3,5 Sommarbruk. Friluftstorka.
- Lina Rött fasadtegel 6,0 Helårsbruk. Kammartorka.
- Nora Murtegel 3,0 Sommarbruk. Friluftstorka.
- Näsby Murtegel 2,0 Sommarbruk. Friluftstorka
- Rimbo Mur- och taktegel 2,5 8-månadersdrift. Strorrums- + friluftstorka.
- Röbo Gult fasadtegel 6,0 Helårsdrift. Storrums- + kammartorka.
- Valla Rött fasadtegel 2,5 Sommarbruk. Friluftstorka.

## Mälardalens tegelproduktion 1925
Planerad tegeltillverkning 1925 (antal i miljoner).

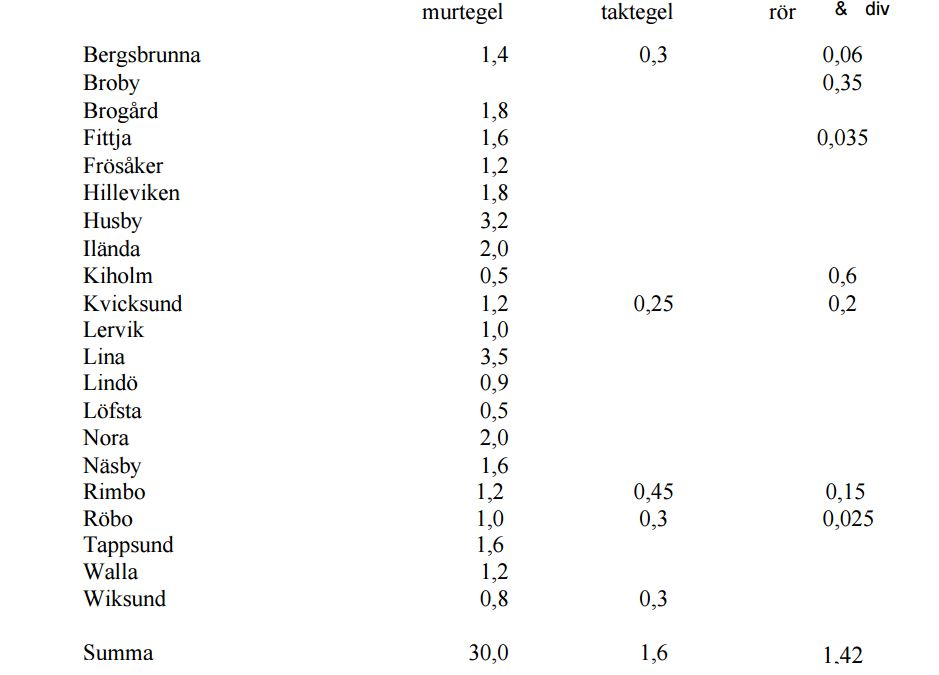